# Qayyarah
Qayyarah, ou Qayara (en arabe : القيارة) est une ville irakienne, siège du sous-district de Qayyarah (en), située au sud de la province de Ninive, sur la rive ouest du Tigre, dans le district de Mossoul. 

## Économie
Le nom de Qayyarah vient du mot arabe qui désigne le goudron. Le sous-district de Qayyarah abrite deux importants gisements pétroliers, Qayyarah, découvert en 1927 et exploité depuis les années 1930, et Najma, découvert en 1932. Ces deux gisements ont fait l'objet de contrats entre le gouvernement irakien et la compagnie angolaise Sonangol en 2010 et 2009 respectivement. 
Le gisement de soufre de Mishraq, exploité depuis 1971, serait un des plus importants du monde avec des réserves estimées à 600 millions de tonnes.
Le sous-district abrite aussi une raffinerie et une centrale électrique au gaz alimentées par les gisements locaux.

## Histoire
La base aérienne de Qayyarah (en), à 18 km à l'ouest du Tigre, joue un rôle important lors de la guerre Iran-Irak avant d'être occupée et réutilisée par les Américains lors de l'opération Liberté irakienne en 2003. 
En 2014, la ville ainsi que tout son sous-district tombent aux mains de l'État islamique, alors État islamique en Irak et au Levant. Sa production pétrolière, estimée à un million de dollars par jour, exportée en contrebande via le Kurdistan, constitue une des principales sources de revenus de l'organisation. Elle est alors surnommée « ville de pétrole ». 
Le 9 juillet 2016, la base aérienne est reprise par les forces gouvernementales irakiennes ; elle est alors aménagée en centre d'entraînement des forces spéciales américaines et britanniques. Le 25 août 2016, c'est la ville qui est reprise par l'armée irakienne lors de l'offensive de Qayyarah, afin de préparer la reprise de Mossoul .

## Personnalités liées à la ville
- Farhan Jubouri, officier du renseignement irakien sous le régime de Saddam Hussein